# Jean-Baptiste Pigalle
Jean-Baptiste Pigalle (París, 27 de febrer de 1714 - París 22 d'agost de 1785) va ser un escultor francès.
Nascut d'una família d'ebenistes, va aprendre l'art de l'escultura amb Robert Le Lorrain i Jean-Baptiste Lemoyne. Va estar influït sobretot per Edmé Bouchardon. Va fer el famós Mercuri lligant-se la sandàlia (Museu del Louvre) per presentar-se a l'Académie (1744). Va viure a Itàlia entre 1734 i 1737. Considerat com un mestre pels seus contemporanis, la seva obra està a cavall dels períodes barroc i neoclàssic.